# Ebbelwei-Expreß
Ebbelwei-Expreß – turystyczna linia tramwajowa we Frankfurcie nad Menem. Obsługiwana przez wagony typu K, utworzona w 1977 na krótki czas, jednak ze względu na zainteresowanie utrzymana.
Tramwaje na tej linii kursują w weekendy i niektóre święta. W wagonach oferowane są lokalne specjalności, jak cydr (Ebbelwei, od którego pochodzi nazwa linii), sok jabłkowy i precle.